# Grammonus robustus
Grammonus robustus är en fiskart som beskrevs av Smith och Radcliffe, 1913. Grammonus robustus ingår i släktet Grammonus och familjen Bythitidae. IUCN kategoriserar arten globalt som livskraftig. Inga underarter finns listade i Catalogue of Life.